# Heliastrum concinnum
Heliastrum concinnum — вид грибів, що належить до монотипового роду Heliastrum.